# 棒鱈

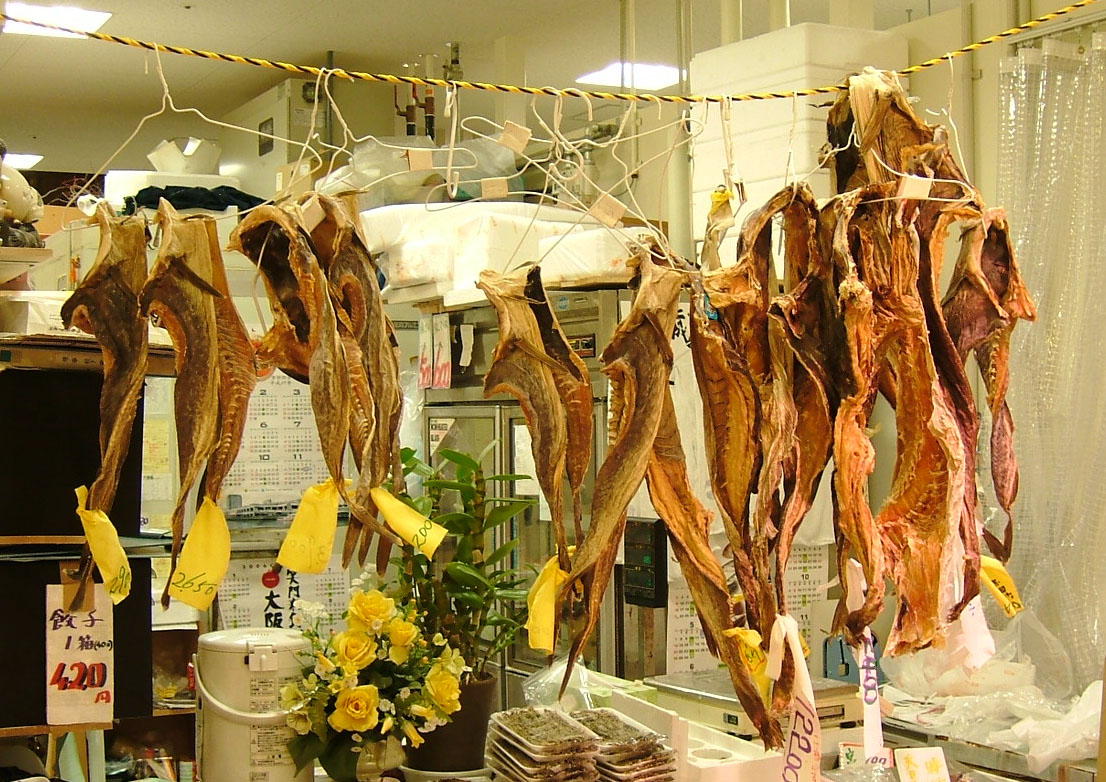
大阪の市場で販売される棒鱈

棒鱈（ぼうだら）とは、主に北海道の稚内や礼文島で生産されているタラの干物。
タラの干物の総称が干鱈（ほしだら）で、製造方法の違いにより乾鱈（ほしだら、かわきだら）とも呼ばれる。塩をふらずに干したものであり、塩をした干物である「すき身鱈」とは別物である。

## 概要
稚内や礼文島は晩秋から数か月の間は晴天で風のある日が多く、日中でも気温が氷点下の日もある。そのような気候であるため、塩を用いずに、天日で干していても凍結する。
凍らせた鱈は日中に陽があたれば融けて水がしたたり落ち、これを繰り返すことで乾燥するという、天然のフリーズドライ製法によって作られる。自然のまま鱈を凍らせて作るものを「凍干」と呼ぶ。凍干は身がスポンジ状になり、脂肪分や臭み成分も抜け、味わいは上品になる。
棒鱈は、凍干と違って凍らせないように一次乾燥させてから寒干しし、いわば素干ししたものとなる。凍干を水戻しする場合には一晩程度で良いが、棒鱈は水を替えながら1週間ほどかかり、臭み成分も残るが、旨味は強い。
凍干も単に「棒鱈」と呼ばれることも多く、文献やレシピを参照する場合には、水戻しが一晩なら「凍干」、水を替えながら1週間なら「棒鱈」と判断する必要がある。
原料となる「タラ」にはマダラ、スケソウダラが使われ、味はマダラのものが上とされる。

## 歴史
江戸時代以前から、東北・北海道地方における海産物を使った保存食の代表格として製造が行われてきた。加工された棒鱈は北前船で関西方面に運ばれ、正月料理やお盆料理の一品として食べられた。東北地方の山間部では夏の保存食としても、また北九州では夏の祭に食べる習慣がある。

## 製造方法
タラを三枚におろし（尾の部分は下ろさず両身が繋がった状態）頭と背を取り去ってから洗い、本来は塩を振らずに厳寒期に1 - 3か月程度凍結する状況で荒縄にかけて陰干しし（水分が多い状態では日に当たると傷みやすい）、最後に天日干しで乾燥加工をするが、現在では乾燥機により乾燥させ最後に天日干しをするところもある。風の強い地域では長期の寒風干しを行うところもある。主に漁期であり旬でもある12月から2月までの間に製造される。完全に乾燥したものは極端に身が硬くなり文字通り棒状になる。地方（新潟県小千谷地方など）により三枚に下ろさず内臓と頭だけ取り除き骨付きのまま干したものが好まれる地域もある。

## 食べ方

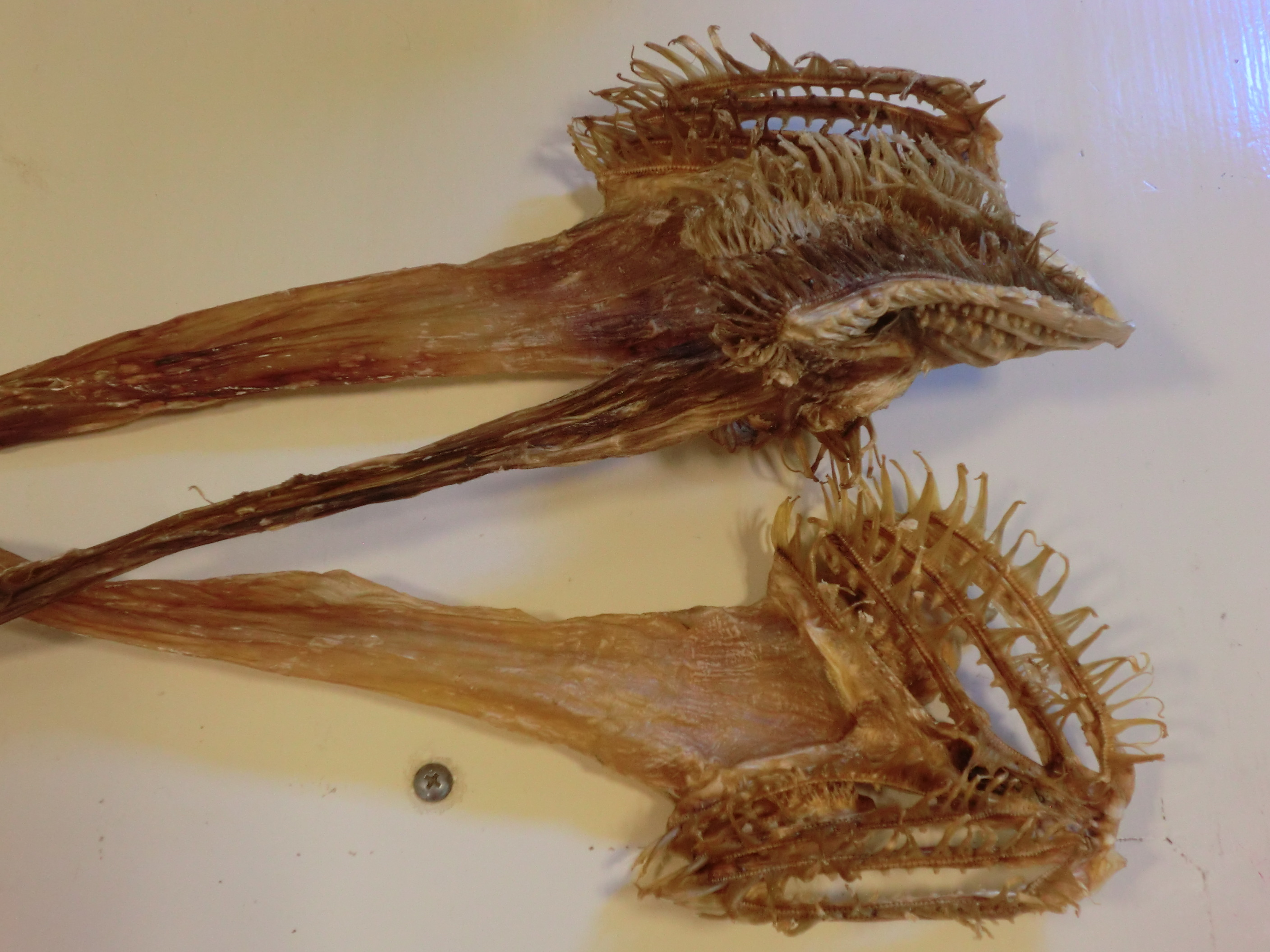
たらおさ

非常に硬いため、そのままでは食べることが出来ないが、金槌等で叩いて身をほぐし、酒の肴にすることはできる。
一般的には何日も掛け水に浸し水を取り替えながら戻し、あく抜きをする必要がある。十分に柔らかくなってから、芋などと炊き合わせたり、うま煮・甘露煮・煮魚等に加工される。海老芋と炊き合わせた芋棒は、伝統的な京料理として知られる。棒鱈と芋の煮物を河原などで作って食べる風習が、芋煮会の起源とも言われる。
日田など九州の山間部や博多ではマダラのえらと内臓部分（食道と胃の繋がった物）を干したものを「たらおさ」（大分県）、「たらわた」（福岡県）と称し、水で戻した物を煮付けにしてハレの日のご馳走としている。
にしん、棒だらなぞというものは、料理が不味いと感心しないものであるが、料理が適当に塩梅されると、堂々と美食家をよろこばすだけの美味さをもっている。にしんや棒だらを美味として食わないような美食家があるとしたら、それはにせものである。—北大路魯山人